# Servílio de Oliveira
Servílio de Oliveira est un boxeur brésilien né le 6 mai 1948 à São Paulo.

## Carrière
Il participe en 1968 aux Jeux olympiques de Mexico en catégorie poids mouches et y remporte la médaille de bronze.

### Jeux olympiques
- Médaille de bronze en -51 kg aux Jeux olympiques d'été de 1968 à Mexico, Mexique